# فارناس الأول
فارناس الأول (169 ق.م- 185 ق.م) (باليونانية: Φαρνάκης)‏ خامس ملوك مملكة البنطس، وابن وخليفة الملك ميثريداتس الثالث، حكم من (148 ق.م - 170 ق.م).

## السيرة الذاتية
لا يمكن تحديد التاريخ الدقيق لخلافة فارناس الأول على العرش، لكن في كل الأحوال هو قبل عام 183 قبل الميلاد. لأن ذلك كان العام الذي غزا فيه مدينة سينوب المهمة، والتي كانت لفترة طويلة موضع طموح أسلافه على العرش. بعد هذا الغزو، أرسل شعب الرودوس مبعوثًا إلى روما احتجاجًا على العدوان ولكن دون جدوى. في نفس الوقت تقريبًا، انخرط فارناس في نزاعات مع جاره يومينيس الثاني ملك بيرغامون، مما أدى إلى بعض الأعمال العدائية الجزئية، فضلاً عن إرسال سفارات متكررة من كلا الملكين إلى روما كجزء من التنافس على دعم روما. لكن في ربيع عام 181 قبل الميلاد، ودون انتظار عودة سفرائه، بشكل مفاجئ هاجم فارناس كلا من يومينيس الثاني وأرياراتيس الرابع ملك كابادوكيا وقام بغزو غلاطية بقوة كبيرة.

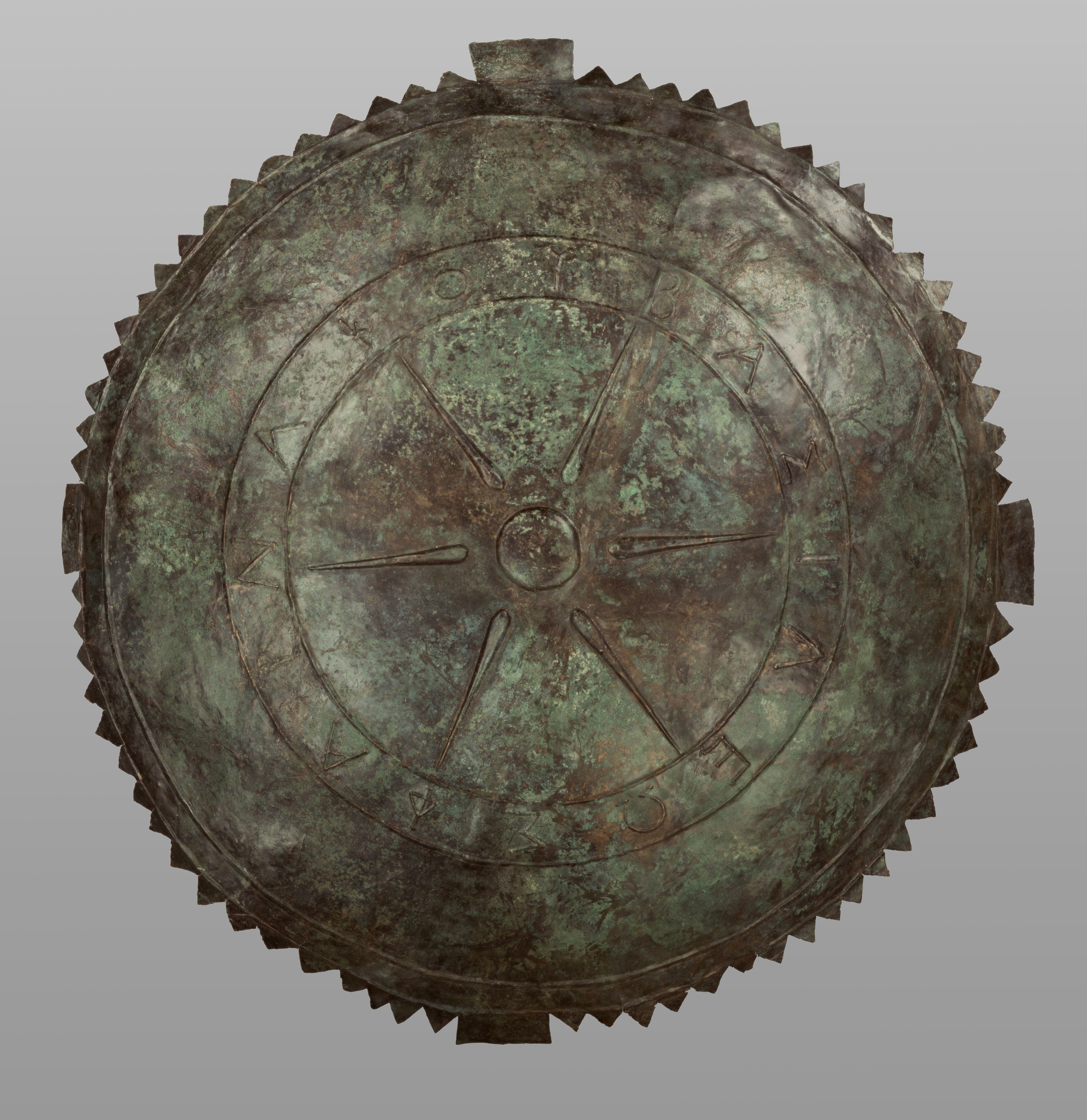
درع برونزي باسم الملك فارناس فيلا جيتي (80.AC.60)

عارضه يومينيس الثاني على رأس جيش: لكن الأعمال العدائية سرعان ما توقفت بوصول النواب الرومان، الذين عينهم مجلس الشيوخ للتحقيق في الأمور المتنازع عليها. وبناءً على ذلك، فُتحت المفاوضات في بيرغامون لكنها لم تسفر عن أي نتيجة، حيث رفض الرومان مطالب الفارناس باعتبارها غير معقولة، ونتيجة لذلك تجددت الحرب. استمرت، على ما يبدو مع انقطاعات مختلفة، حتى صيف عام 179 قبل الميلاد، عندما وجد فارناكيس نفسه غير قادر على التعامل مع القوات المشتركة ليومينيس الثاني وأرياراثيس الرابع، واضطر إلى شراء السلام بالتنازل عن جميع فتوحاته في غلاطية وبافلاغونيا. باستثناء سينوب. ولا نعلم كم من الوقت استمر في الحكم بعد ذلك؛ ولكن يبدو، من ملاحظة عرضية، أنه كان لا يزال على العرش في عام 170 قبل الميلاد، بينما كان ميتًا بالتأكيد في عام 154 قبل الميلاد، عندما تم ذكر شقيقه ميثريداتس الرابع ملك بونتوس كملك. يتهم المؤرخ اليوناني بوليبيوس فارناس بأنه يتمتع بشخصية متعجرفة وعنيفة، وينحاز إلى رأي يومينيس الثاني والرومان.

## العائلة
كان لدى فارناس شقيقان: أخ يُدعى ميثريداتس الرابع من بونتوس وأخت تُدعى لاوديس وكلاهما خلفا فارناس. تزوج فارناس من أميرة سلوقية تدعى نيسا، وهي ابنة الأميرة لاوديس الرابعة وولي العهد أنطيوخس. كانت نيسا وفارناس مرتبطين لأن والدا نيسا كانا أبناء عمومة فارناس من الدرجة الأولى. تزوج فارناس من نيسا إما عام 172 قبل الميلاد أو 171 قبل الميلاد، من خلال العمل الدبلوماسي للملك السلوقي ديمتريوس الأول سوتر.
أنجبت نيسا لفارناس طفلين: ابن يُدعى ميثريداتس الخامس من وابنة تُدعى نيسا، والتي تُعرف أيضًا باسم لاوديس. توفيت نيسا في تاريخ غير معروف في القرن الثاني قبل الميلاد. ويعتقد أنها ماتت أثناء الولادة.